# Metropoolregio St. John's
De Metropoolregio St. John's (Engels: St. John's Metropolitan Area) is een metropoolregio op het Canadese eiland Newfoundland. Met een bevolkingsomvang van 212.579 (2021) is het de grootste bewoningskern in de provincie Newfoundland en Labrador en de op een na grootste metropoolregio van Atlantisch Canada (na Halifax). 
Het gebied beslaat ruim 930 km² en bestaat uit de provinciehoofdstad St. John's en dertien omliggende gemeenten, waarvan Conception Bay South en de stad Mount Pearl de grootste zijn.

## Geografie
De Metropoolregio St. John's bestaat uit het meest noordoostelijke gedeelte van het schiereiland Avalon, gelegen in het uiterste zuidoosten van Newfoundland. Het is daarmee het meest oostelijk gelegen stedelijk gebied van Noord-Amerika (exclusief Groenland). De stad St. John's is goed voor ongeveer de helft van het inwoneraantal en van de oppervlakte van haar metropoolregio.
De vijf gemeenten ten noorden van van St. John's (Logy Bay-Middle Cove-Outer Cove, Torbay, Flatrock, Pouch Cove en Bauline) behoren allen tot de agglomeratie ervan. Ten westen en zuidwesten van de stad betreft het voorts de stad Mount Pearl en de gemeenten Portugal Cove-St. Philip's, Paradise, Conception Bay South en Holyrood. Ten zuiden van St. John's omvat de metropoolregio ook nog de plaatsen Petty Harbour-Maddox Cove, Bay Bulls en Witless Bay.

## Demografie
De Metropoolregio St. John's telt ongeveer 45% van de bevolking van het eiland Newfoundland, ook al beslaat ze met 931,56 km² slechts 0,85% van Newfoundlands grondgebied.

### Demografische evolutie
| Metropoolregio St. John's tussen 1986 en 2021                            |
| ------------------------------------------------------------------------ |
|                                                                          |
| Opmerking: Holyrood maakt pas sinds 2021 deel uit van de metropoolregio. |

### Demografische evolutie per plaats
| Gemeente of stad                | 2001   | 2011    | 2021    | 2001–2021 |
| ------------------------------- | ------ | ------- | ------- | --------- |
| St. John's (stad)               | 99.182 | 106.172 | 110.525 | +11,4%    |
| Conception Bay South            | 19.772 | 24.848  | 27.168  | +37,4%    |
| Mount Pearl (stad)              | 24.964 | 24.284  | 22.477  | -10,0%    |
| Paradise                        | 9.598  | 17.695  | 22.957  | +139,2%   |
| Portugal Cove-St. Philip's      | 5.866  | 7.366   | 8.415   | +43,5%    |
| Torbay                          | 5.474  | 7.397   | 7.852   | +43,4%    |
| Holyrood                        | 1.906  | 1.995   | 2.471   | +29,6%    |
| Logy Bay-Middle Cove-Outer Cove | 1.872  | 2.098   | 2.364   | +26,3%    |
| Pouch Cove                      | 1.669  | 1.866   | 2.063   | +23,6%    |
| Flatrock                        | 1.138  | 1.457   | 1.722   | +51,3%    |
| Witless Bay                     | 1.056  | 1.167   | 1.640   | +55,3%    |
| Bay Bulls                       | 1.014  | 1.283   | 1.566   | +54,4%    |
| Petty Harbour-Maddox Cove       | 949    | 924     | 947     | -0,2%     |
| Bauline                         | 364    | 397     | 412     | +14,0%    |

### Taal
In 2021 hadden 200.555 (95,6%) inwoners van de Metropoolregio St. John's het Engels als moedertaal; 99,7% van de inwoners was het Engels machtig. Hoewel slechts 1.655 mensen (0,8%) het Frans als moedertaal hadden, waren er 17.005 mensen die die andere Canadese landstaal konden spreken (8,1%). Naast het Engels en Frans waren de meest gekende talen in de Metropoolregio het Arabisch met 1.790 sprekers (0,9%) en het Spaans met 1.550 sprekers (0,7%).
In 2021 woonden er in de metropoolregio daarnaast 150 mensen die het Nederlands machtig waren, waaronder 55 moedertaalsprekers.

## Openbaar vervoer
Metrobus Transit is de openbare vervoersmaatschappij van de stad St. John's. Via 24 busroutes biedt het ook verbindingen aan met de stad Mount Pearl en met de gemeente Paradise.

## Sport en recreatie
In de gemeente Portugal Cove-St. Philip's bevindt zich Voisey's Brook Park, een populair park met sport- en recreatiefaciliteiten. In Waterford Valley, een zuidelijke stadswijk van St. John's, is daarenboven het 81 ha metende Bowring Park gelegen.
De metropoolregio heeft met de St. John's Intermediate League haar eigen voetbalcompetitiesysteem, met zowel voor mannen- als vrouwenteams een eerste en tweede reeks. Met de St. John's Masters League is er ook een voetbalcompetitie voor veteranen.